# Чёрный день (праздник)

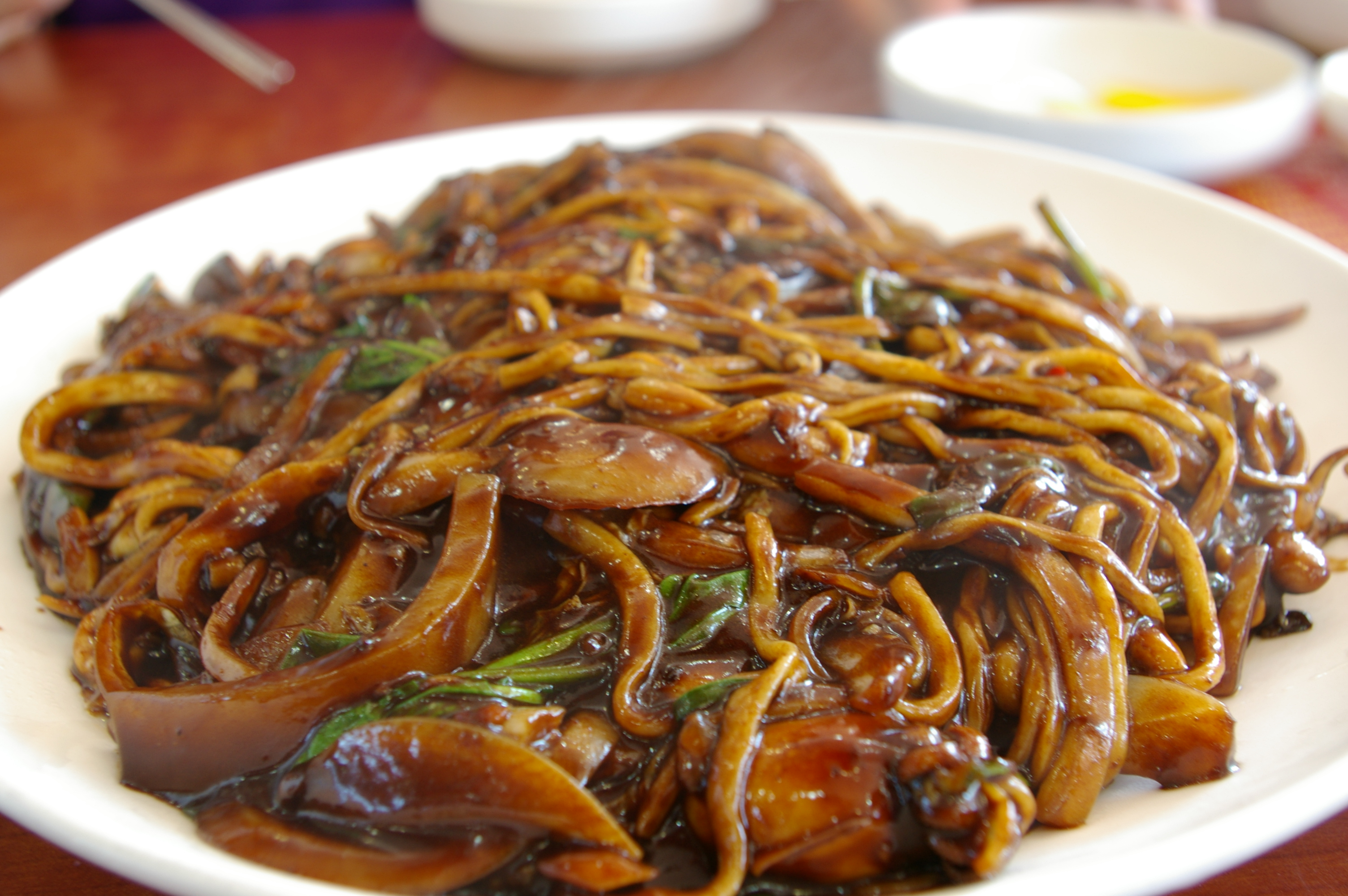
Чачжанмён — основное блюдо праздничного стола.

Чёрный день (кор. 블랙데이) — неофициальный праздник, отмечаемый ежегодно 14 апреля в Южной Корее одинокими неженатыми (незамужними) людьми. Этот праздник тесно связан с международным Днём святого Валентина (14 февраля) и японским Белым днём (14 марта): люди, не получившие подарка от представителя противоположного пола ни в феврале, ни в марте, отмечают Чёрный день спустя месяц, в апреле. Основным блюдом на столе в этот день является чачжанмён — лапша в густом чёрном соусе с кусочками свинины и овощей, а сам празднующий одевается в чёрную одежду. Если этот день вместе отмечают двое или более людей, принято жаловаться на отсутствие интимных отношений и шоколадных подарков (в Южной Корее принято дарить друг другу шоколад как на День святого Валентина, так и в Белый день). Среди развлечений в этот день можно отметить акции, связанные со сватовством, «быстрые свидания», поедание чачжанмён на время.
В создание и популяризацию этого неофициального праздника значительный вклад внесли маркетологи.